# Cestrum mortonianum
Cestrum mortonianum är en potatisväxtart som beskrevs av J.L. Gentry. Cestrum mortonianum ingår i släktet Cestrum och familjen potatisväxter. Utöver nominatformen finns också underarten C. m. jardelii.